# Eugen Bruchsaler

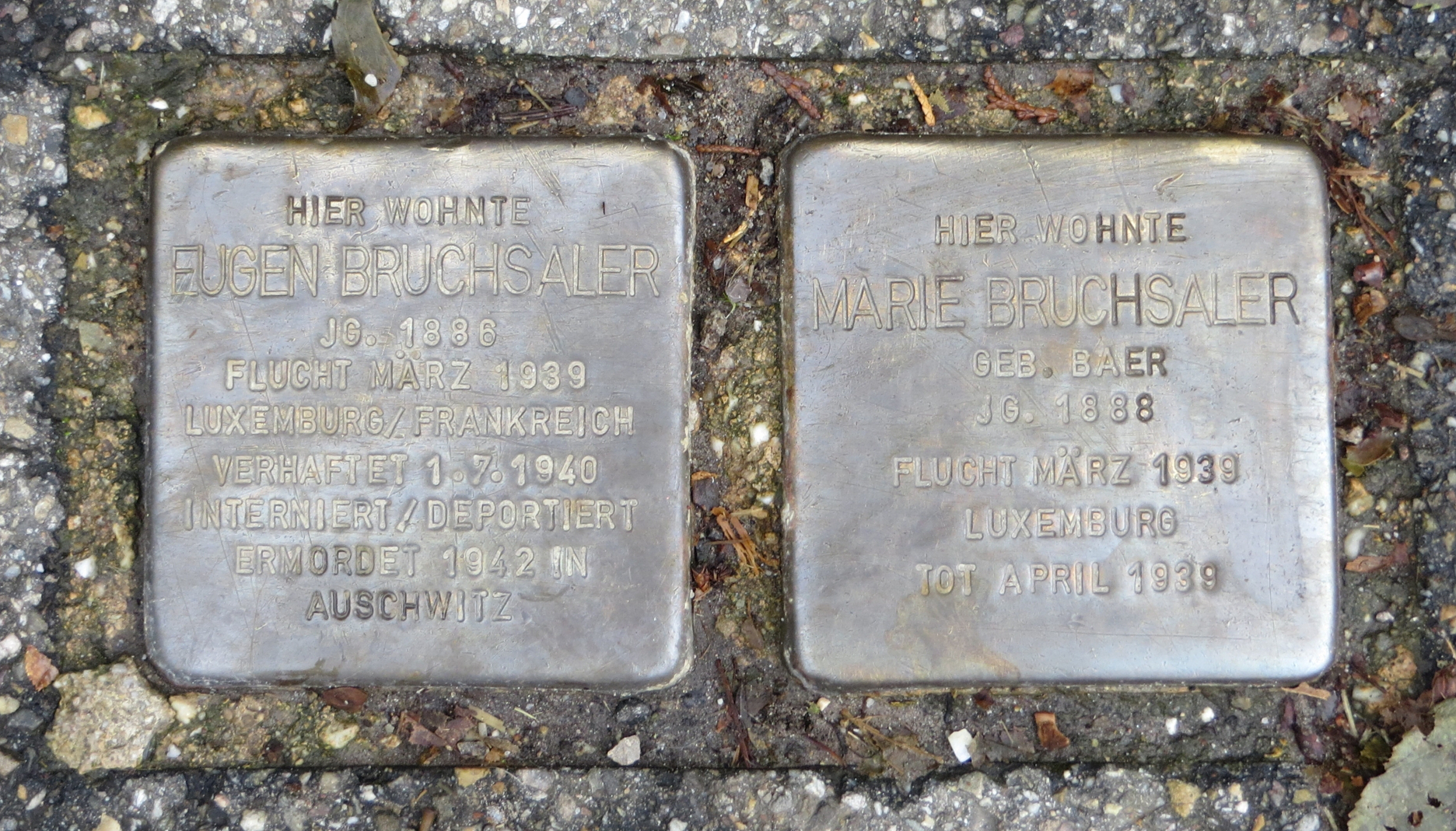
Stolpersteine für das Ehepaar Bruchsaler in Baden-Baden

Eugen Bruchsaler (geboren 30. März 1886 in Sulzburg; gestorben nach 11. September 1942 im Vernichtungslager Auschwitz) war ein deutscher Kaufmann und Unternehmer. Er war Mitbegründer der Schiele und Bruchsaler Industriewerke AG in Hornberg.

## Werdegang
Eugen Bruchsaler kam als Sohn von Joseph und Berta Bruchsaler, geb. Bär, in Sulzburg zur Welt.
Bruchsaler tat sich 1914 mit Franz Schiele zusammen. Aus dieser Partnerschaft ergab sich 1921 die Metallindustrie Schiele u. Bruchsaler, Hornberg ab 1926 die Schiele u. Bruchsaler Industriewerke AG, Baden-Baden, welche ab 1933 als Schiele u. Bruchsaler Industriewerke AG, Hornberg firmierte.
Nach den Novemberpogromen 1938 wurde er verhaftet und war bis zum 12. Dezember 1938 im KZ Dachau inhaftiert. 1939 floh Bruchsaler nach Luxemburg und wurde am 1. Juli 1940 in Frankreich verhaftet. Nach der Internierung ab 16. September 1940 in Saint-Cyprien wurde er am 11. September 1942 ab dem Sammellager Drancy nach Auschwitz deportiert.